# 요시다 마사요시
요시다 마사요시(일본어: 吉田 匡良, 1982년 8월 4일 ~ )는 일본의 전 축구 선수이다.

## 구단 경력
과거 교토 퍼플 상가, 방포레 고후에서 활동하였다.